# Oligodon annamensis
Oligodon annamensis — вид змій родини полозових (Colubridae).

## Поширення
Ця змія вважався ендеміком В’єтнаму. Він був відомий лише з двох історичних зразків з Бао Лок і Б'Лао у провінції Ламдонг. Згодом один зразок виявлений у Кардамонових горах на заході Камбоджі, а у 2022 році ідентифікований музейний зразок, що виявлений у 1987 році у провінції Чантхабурі на сході Таїланду.